# Fantasmi di famiglia
Fantasmi di famiglia è un programma televisivo statunitense sul paranormale. Il programma è interpretato dagli investigatori Adam Berry e Amy Bruni, provenienti dalle serie Ghost Hunters e Ghost Hunters Academy, che erano trasmesse su Syfy al momento della partenza di Berry e Bruni. Berry e Bruni indagano su diverse residenze per determinare se l'attività paranormale ricorrente è legata alle famiglie che vi abitano. A partire dalla quarta stagione, il medium Chip Coffey si è unito al cast.

## Cast
- Amy Bruni
- Adam Berry
- Chip Coffey (dal 2020)

## Puntate
| Stagione | Stagione | Episodi | Prima TV originale | Prima TV originale |
| Stagione | Stagione | Episodi | Inizio             | Fine               |
| -------- | -------- | ------- | ------------------ | ------------------ |
|          | 1        | 8       | 21 ottobre 2016    | 9 dicembre 2016    |
|          | 2        | 10      | 15 settembre 2017  | 1º gennaio 2018    |
|          | 3        | 10      | 24 gennaio 2019    | 28 marzo 2019      |
|          | 4        | 13      | 3 gennaio 2020     | 27 marzo 2020      |
|          | 5        | 10      | 2 gennaio 2021     | 6 marzo 2021       |
|          | 6        | 10      | 18 dicembre 2021   | 19 febbraio 2022   |
|          | 7        | 10      | 20 gennaio 2023    | 24 marzo 2023      |

## Trasmissione
La prima stagione è stata presentata in anteprima su Destination America e TLC il 21 ottobre 2016 e si è conclusa il 9 dicembre 2016. L'8 marzo 2017, TLC ha rinnovato la serie per una seconda stagione, che è stata presentata in anteprima il 15 settembre 2017. La terza stagione è stata presentata in anteprima su Travel Channel il 24 gennaio 2019.
Il 5 dicembre 2019, è stato annunciato che la quarta stagione sarà presentata in anteprima il 3 gennaio 2020. Il 18 novembre 2021 è stata annunciata una sesta stagione, che è stata presentata per la prima volta il 18 dicembre 2021.